# Genesis (serie de televisión)
Genesis es una serie de televisión filipina transmitida por GMA Network desde el 14 de octubre de 2013. Está protagonizada por Dingdong Dantes, Rhian Ramos, TJ Trinidad, y Lorna Tolentino.

## Visión de conjunto
En 2007, una serie de eventos catastróficos sucedió durante el Festival Panagbengga. La ocasión festiva se convierte en una catástrofe como terremotos y deslizamientos de tierra siguen después de fragmentos de un asteroide golpeó la zona.
Isaak es rápida para proteger el vicepresidente y su hija Sandra que está con él en la ocasión. También es rápido en traer Sandra al helicóptero presidencial. Sin el conocimiento de Isaak, Presidente Ramona ordenó el helicóptero para tirar inmediatamente dejando el vicepresidente en peligro.
Isaak trata de salvar el vicepresidente de caer en un hoyo causado por el terremoto, pero ya era demasiado tarde y Edgardo muere. Isaak está devastado como se siente deshonrado por no guardar el vicepresidente.
Mientras tanto, en su ciudad natal, se entera de que sus padres murieron demasiado y fue sólo Raquel que sobrevivieron. A medida que pasan los días, Isaak sigue llorar la muerte de las personas que le son queridas. Raquel intenta convencer a Isaak a abandonar su puesto de trabajo, empezar todo de nuevo en su ciudad natal, casarse y vivir una vida tranquila.
Sandra, por el contrario, no tiene ni idea de lo que lo hizo el presidente Ramona y ella no pone en duda la lealtad de Isaac a su padre todo Isaak le salvó la vida. Sandra y Isaak son conscientes tanto de la trama de Ramona para matar al vicepresidente. Antes de todo el mundo se entere de lo que hizo y cómo ella abandonó el vicepresidente durante el desastre, se echa la culpa a Isaak por la muerte del vicepresidente. Por lo tanto, fue condenado a cadena perpetua y hasta fue proclamado muertos por Ramona.
Como Raquel pensó Isaac está muerto, ella es empujado a casarse con Paolo que le promete una vida mejor para ella y para el bebé que está llevando. Mientras tanto, Isaak sirve a su vez en la cárcel, creciendo más cínica con cada día que pasa.
Siete años más tarde, Sandra es un fuerte candidato para la presidencia y, finalmente, se convirtió en el presidente del país. Después de su inauguración, Sandra se pone en un comité de emergencia y descubre que el mundo está a punto de terminar y se da cuenta de que lo que ocurrió hace 7 años en Baguio tiene algo que ver en la destrucción inminente. Sin embargo, el gobierno mundial ha estado preparando para esto todo el tiempo a través ". Operación: Génesis" Es como una versión moderna de Arca de Noé, en el que hay personas preseleccionadas de todos los países que se salvarán con el fin de preservar la raza humana; y de ser seleccionados, uno debe estar en perfecto estado de salud.
Sandra sabe exactamente a quién darle la misión. Ella descubre que Isaak está todavía vivo, e inmediatamente da Isaak el perdón presidencial porque ella cree que él es la única persona que puede ser invocada y confiar en esta misión. A cambio, se le dará la oportunidad de encontrar Raquel y traerla. Inicia su recorrido en la búsqueda de estas personas seleccionadas.
En su búsqueda, tendrá una vez más el camino cruz con Raquel, que ahora está casada con Paolo. Isaak también se reunirá hija de 7 años de edad de Raquel, Osie que le va a enseñar cómo vivir la vida una vez más y la esperanza a pesar de la catástrofe global inminente. Y más tarde, se entera de que Osie es su hija.
A lo largo de su viaje, Isaak se reunirá con diferentes personas de diferentes partes del país. Y al tratar de ofrecerles una opción guardándolos y proporcionando esperanza para los demás; se dará cuenta de que en medio de la destrucción, el amor es el más grande salvación. Y cuando el caos golpea, el amor será su mayor fortaleza.
Será Operación: Génesis tener éxito? Isaak va a ser capaz de encontrar todas las personas que forman parte de la lista? ¿Será capaz de salvarse, Raquel y su hija Osie no sólo desde el inminente apocalipsis, sino de Paolo que van a hacer todo lo posible para mantener lejos de Raquel Isaak?
Como el presidente que tiene compasión por su pueblo, Sandra puede ser capaz de salvar a tantas personas como sea posible? ¿Puede incluso salvar su propia familia en medio de los planes de traerla abajo de Ramona?

## Elenco

### Elenco principal
- Dingdong Dantes como Isaak Macalintal.
- Rhian Ramos como Raquel Hernández.
- Lorna Tolentino como Sandra Sebastián-Trinidad.
- TJ Trinidad como Paolo de Guzmán.

### Elenco secundario
- Ronnie Henares como Emilio "Emil" Trinidad.
- Jackie Lou Blanco como Ramona Victoria Escalabre.
- Irma Adlawan como Felicita "Fely" Hernández.
- Betong Sumaya como Lito Dimagiba.
- Luanne Dy como Julianna "Jill" Gálvez.
- Carlo Gonzales como Romualdo "Waldo" Calderon.
- Sasha Baldoza como Rosary "Osie" Macalintal.
- Marc Justine Álvarez como Michael James "MJ" Trinidad.
- Annette Samin como Cassandra "Summer" Trinidad.
- Barbara Miguel como Margarita "Margot" Caruhatan.

### Elenco de invitados
- Pauleen Luna como Sandra Sebastián-Trinidad (joven).
- Timothy Chan como Isaak Macalintal (joven).
- Rich Asunción como Malena de Guzmán (joven).
- Alicia Mayer como Doña Gregoria (joven).
- Jillian Ward como Racquel Hernández (joven).
- Angelu de Leon como Consuelo "Concha" Manastalas (joven).
- Daniella Amable como Sheila Sebastián-Santillan (joven).
- Polo Ravales como Fredirico "Fred" de Guzman (joven).
- Gabby Eigenmann como Edgardo Sebastián (joven).
- Princess Snell como Ramona Victoria Escalabre (joven).
- Karel Marquez como Brenda Natividad (joven).

### Participaciones especiales
- Shamaine Buencamino como La hermana Soledad Abanes.
- Lito Legaspi como Manuel Macalintal.
- Daria Ramírez como La abuela de Faith.
- Lloyd Samartino como colega del presidente.
- Bembol Roco como Mateo "Mat" Manastalas.
- Vince Vargas como Jake.
- Jana Trias como Aling Serya.
- Rona Cheno como Linda.
- Snooky Serna como Elena Reyes.
- Sharmaine Arnaiz como Donna Dimaano.
- Miggy Jimenez como Bradley Gálvez.
- Barbie Forteza como Faith.
- Lauren Young como Sheila Sebastián-Santillán.
- Derrick Monasterio como Andy Dimaano.
- Isabelle Daza como Helen.
- Mark Anthony Fernández como Joel.
- Juan Rodrigo como Dr. Lazon
- Prince Villanueva como Nathan Dimaano.
- Ervic Vijandre como Ka Blanco.
- Gardo Versoza como Ka Andoy.
- Laurice Guillen como Rosario Macalintal.
- Robert Arevalo como Edgardo Sebastián.
- Neil Ryan Sese como Romeo Sebastián-Sandoval.
- Wynwyn Marquez como Marianne Natividad.
- Glaiza de Castro como Ruffa Samuel / Coronela.
- Roderick Paulate como Bernardino "Bernard" Regalado.
- Amy Pérez como Consuelo "Concha" Manastalas.
- Maricel Soriano como Elizabel "Lisa" Sebastián-Sandoval.
- Mike Tan como Rodrigo "Rod" Sandoval.
- Yasmien Kurdi como Alyssa "Rhea" Escalibre / Poblarde.
- Bela Padilla como Aurora Hernández.
- Rafael Rosell como Julio Macalintal.
- Rochelle Pangilinan como Odette Escalabre.
- Ken Chan como Kenneth.
- Angel Aquino como Hermalyn Dizon.
- Carmi Martin como Malena de Guzmán.
- John Arcilla como Fredirico "Fred" de Guzmán.
- Jaclyn Jose como Angelica "Agnes" Paule-Toledo.
- Mercedes Cabral como Bernice Paule-Toledo.
- Joross Gamboa como Leandro Manastalas.
- Raymond Bagatsing como Oliver.
- Michelle Madrigal como Harietta.
- Ehra Madrigal como Bianca.
- Sef Cadayona como Randy.
- Eula Valdez como Brenda Natividad.
- Rita Avila como Perla Balmide.
- Stef Prescott como Cha Belinda.
- Gina Alajar como Marta Dumaos.
- Lexi Fernández como Carla Dumaos.
- Yassi Pressman como Reynalyn "Reyna" Romualdez / Pyra.
- Valerie Concepcion como Annicka de Guzmán.
- Matet de Leon como Nacyfe.
- Manilyn Reynes como Isabella.
- Julia Clarete como Ronaldine.
- Celia Rodríguez como Doña Gregoria.
- Eugene Domingo como Camille Paule-Toledo.
- Ellen Adarna como Milda.